# Dhiradj Soekhai
Dhiradj Soekhai (Alkmaar, 1987) is een Surinaams politicus, bestuurder en ondernemer. Hij was van 2007 tot 2010 voorzitter van het Nationaal Jeugdparlement. Hij is sinds circa 2014 voorzitter van de Jongerenraad van de Vooruitstrevende Hervormings Partij (VHP). Sinds 2016 is hij tevens gekozen als hoofdbestuurslid van de VHP onder leiding van Chan Santokhi. Hiermee werd Soekhai de jongste bestuurder ooit in de geschiedenis van de partij.

## Biografie
Soekhai kreeg politiek jong bijgebracht en ging vanaf zijn dertiende met zijn vader mee op campagne voor de VHP. Hij studeerde bestuurskunde via afstandsonderwijs in de Verenigde Staten en daarna delfstofwinning aan de Anton de Kom Universiteit van Suriname. In 2007 stelde hij zich kandidaat voor het Nationaal Jeugdparlement (NJP). Hij werd gekozen, en in november in het parlement gekozen tot voorzitter. Voor de Verenigde Naties was hij Jeugdambassadeur voor Suriname.
Soekhai hielp mee om een jeugdinstituut op te zetten in in Trinidad, Ghana, Myanmar, Indonesië, Zuid Korea en India. Hij werd verkozen als de eerste voorzitter van de Assembly of Caribbean Youth. Hij kreeg lof van president Ronald Venetiaan toen hij in oktober 2009 een toespraak hield in De Nationale Assemblée.
Sinds zijn studie is hij mede-eigenaar van een importbedrijf. Verder werkt hij als webdevelopper, onder meer vanuit zijn eigen bedrijf Caritso (Caribbean It Solutions). Rond 2013/2014 was hij (waarnemend) voorzitter van de VAIS (Vereniging van Auto-importeurs in Suriname).
In april 2010 zegde hij zijn functie als voorzitter van het NJP op om deel te kunnen nemen aan de verkiezingen van 25 mei 2010. In zijn campagne was de Surinaamse landbouw zijn belangrijkste speerpunt, met doelen als de heropleving van de suikerrietplantages voor bio-energie en het opzetten van een kennisinstituut voor de landbouw. Hij was als tweede geplaatst op de lijst van Commewijne; die positie was echter onvoldoende voor een zetel in De Nationale Assemblée. Rond 2014 werd hij voorzitter van de Jongerenraad van de VHP. Hij was mede-organisator van de verkiezingscampagne van 2015 voor de VHP.
Soekai is lid van het hoofdbestuur van de jongeren van de VHP (stand 2019). Na zijn studie begon hij de bedrijven als Wolly's en Hycars Autoverhuurbedrijf. Rond 2025 was hij de jongste adviseur van president Chan Santokhi.